# Csongrád (město)
Csongrád [čongrád] je město na jihovýchodě Maďarska v župě Csongrád-Csanád. Leží na pravém břehu řeky Tisy, asi 41 km jihovýchodně od Kecskemétu a je správním městem okresu Csongrád. Rozvinulo se v meandru řeky Tisy (na poloostrově Bököny), zčásti jej obklopují lužní lesy. Žije zde přibližně 15 tisíc obyvatel. Podle údajů z roku 2001 zde žilo 99 % Maďarů a 1 % jiných národností (především Romů a Němců).

## Historie
V období příchodu Maďarů do Karpatské kotliny byla oblast dnešního města Csongrádu v držení bulharského vojska. Nacházela se zde pevnost s názvem Čornyj grad (Černá pevnost). V 11. století bylo z rozhodnutí tehdejšího krále Štěpána určeno za správní centrum. Původní bulharskou pevnost poničil mongolský vpád do Evropy v roce 1242. Později se regionální centrum přesunulo do Segedínu.
V souvislosti s průnikem Turků do Uher se zde usídlila komunita pravoslavných Slovanů (Srbů), kteří jsou označováni původním maďarským termínem Rácz-. Žili ve vlastních částech města a sloužili v armádě.
Během turecké okupace Uher zde stál hliněný hrad, kterého si povšiml i turecký cestovatel Evlija Čelebi, který Csongrád roku 1665 navštívil. Stálo zde také několik mešit a muslimská škola (medresa) a zájezdní hostinec. Po dobytí města zpět do rukou křesťanského světa bylo město nicméně vypleněno a postaveno znovu. Původní pevnost byla zcela zničena do základů. V prvních desetiletích osmnáctého století (po Rákócziho válkách) zde byly postaveny oba dva kostely; sv. Rocha a Nanebevzetí Panny Marie.
V roce 1784 zde stálo 1250 obytných domů s 1389 rodinami; počet obyvatel se odhadoval na zhruba sedm tisíc.
V roce 1831 město zasáhla epidemie cholery, která si vyžádala okolo 700 mrtvých. Tehdy zde žilo něco málo nad dva tisíce obyvatel. Epidemie se vrátila později ještě jednou. V revolučních letech 1848 a 1849 bylo město vypáleno. V roce 1871 získalo statut města s vlastním zastupitelstvem, nicméně administrativními změnami jej ztratilo o pět let později. Železniční spojení získal Csongrád až velmi pozdě a ještě regionálního významu. Trať není vyobrazena na mapách třetího vojenského mapování z konce 19. století. Je tam nicméně již patrné napřímení řeky Tisy a zasypávání původního meandru. 
Status města získal Csongrád až v roce 1920. V této době zde žilo okolo pětadvaceti tisíc lidí. Většina z nich nicméně žila venkovským způsobem života.

## Kultura
V Csongrádu se nachází městská galerie, a to v budově přilehlé k místní radnici. Hlavní římskokatolický chrám nese název po Nanebevzetí Panny Marie. V původním starém městě se dnes nachází vesnický dům (maďarsky Belvárosi Tájház). Nachází se tam ještě také kostel svatého Rocha.
Východně od města se na břehu řeky Tisy nachází rekreační areál s kempovištěm.

## Doprava
Městem prochází silnice celomaďarského významu č. 451 ze Szentese do Kiskunfelegyházy a dále několik dalších komunikací nižších tříd. Dálnice do města nesměřuje. Ve stejném směru, jako hlavní silnice vede i železniční trať. Nachází se zde hlavní nádraží a zastávka Csongrád-alsó (Horní nádraží). Město má rovněž i svůj přístav.
Řeku Tisu severně od Csongrádu překonává jediný silniční most. Po břehu jednoho z ramen řeky Tisy existuje cyklostezka, která vede do nedalekého města Szentes.

## Školství
Ve městě jsou 3 střední školy (Střední škola Jánose Batsányiho, Střední odborné učiliště Mihály Sághyho a Institut odborného učiliště) a šest škol základních.

## Partnerská města
- Bečej, Srbsko
- Bełchatów, Polsko
- Breuilaufa, Francie
- Le Buis, Francie
- Chamboret, Francie
- Chaptelat, Francie
- Nantiat, Francie
- Nieul, Francie
- Raisio, Finsko
- Saint-Jouvent, Francie
- Thouron, Francie
- Vaulry, Francie

## Známé osobnosti
- Miloš Crnjanski, srbský spisovatel
- Géza Kohn, srbský vydavatel
- Mihály Huszka, maďarský sportovec
- Hunor Mate, rakouský plavec